# Jardín español

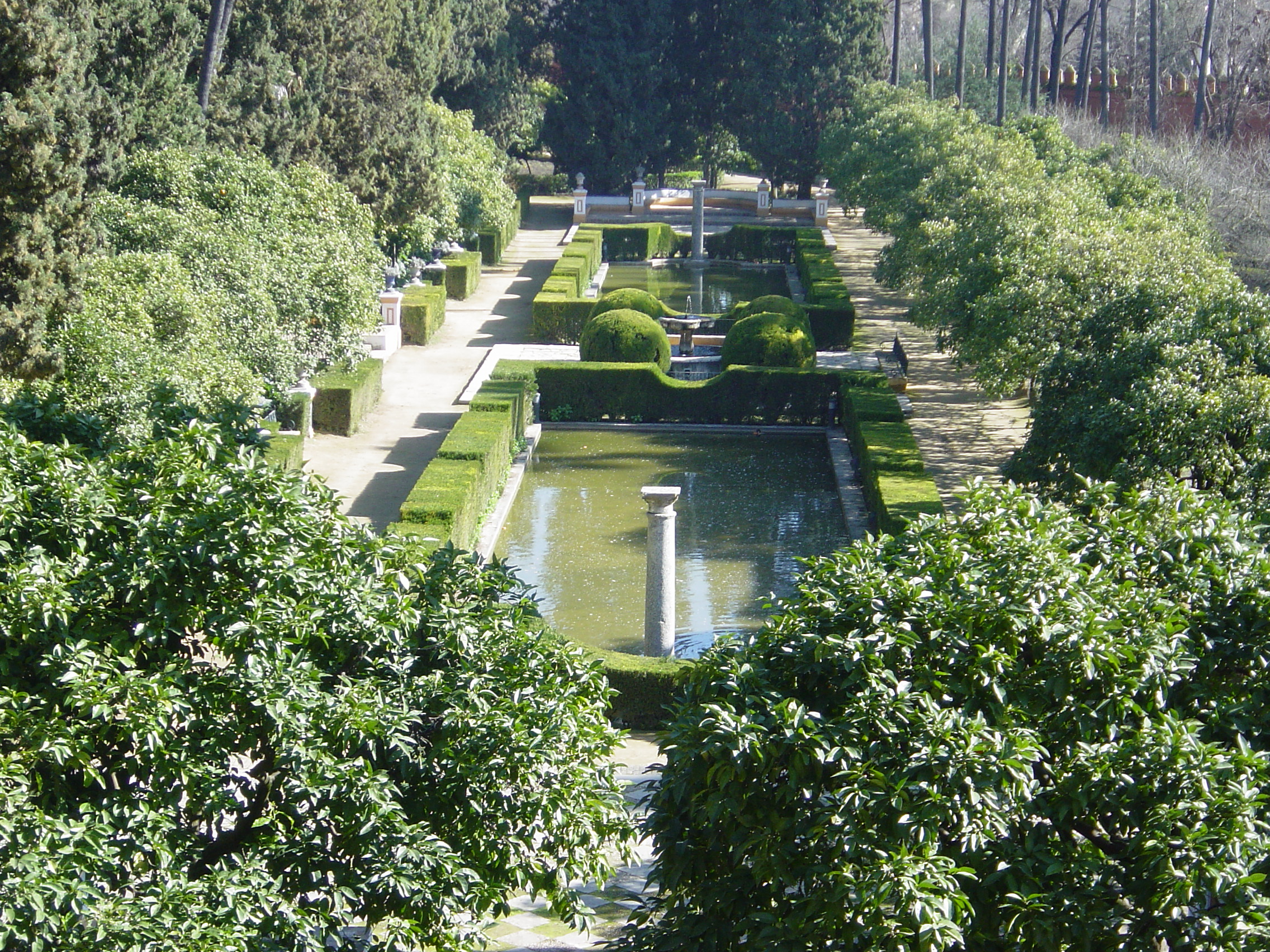
Jardines del Alcázar de Sevilla.

El jardín español es un tipo de jardín o diseño paisajista desarrollado en España que incorpora principios y elementos del jardín persa, el jardín romano, el jardín islámico y los grandes jardines califales de Al-Ándalus.
Durante los siglos XX y XXI, los nuevos jardines españoles han continuado, con una nueva interpretación, abstracción y alejamiento de las tradicionales planificaciones y motivos estéticos.

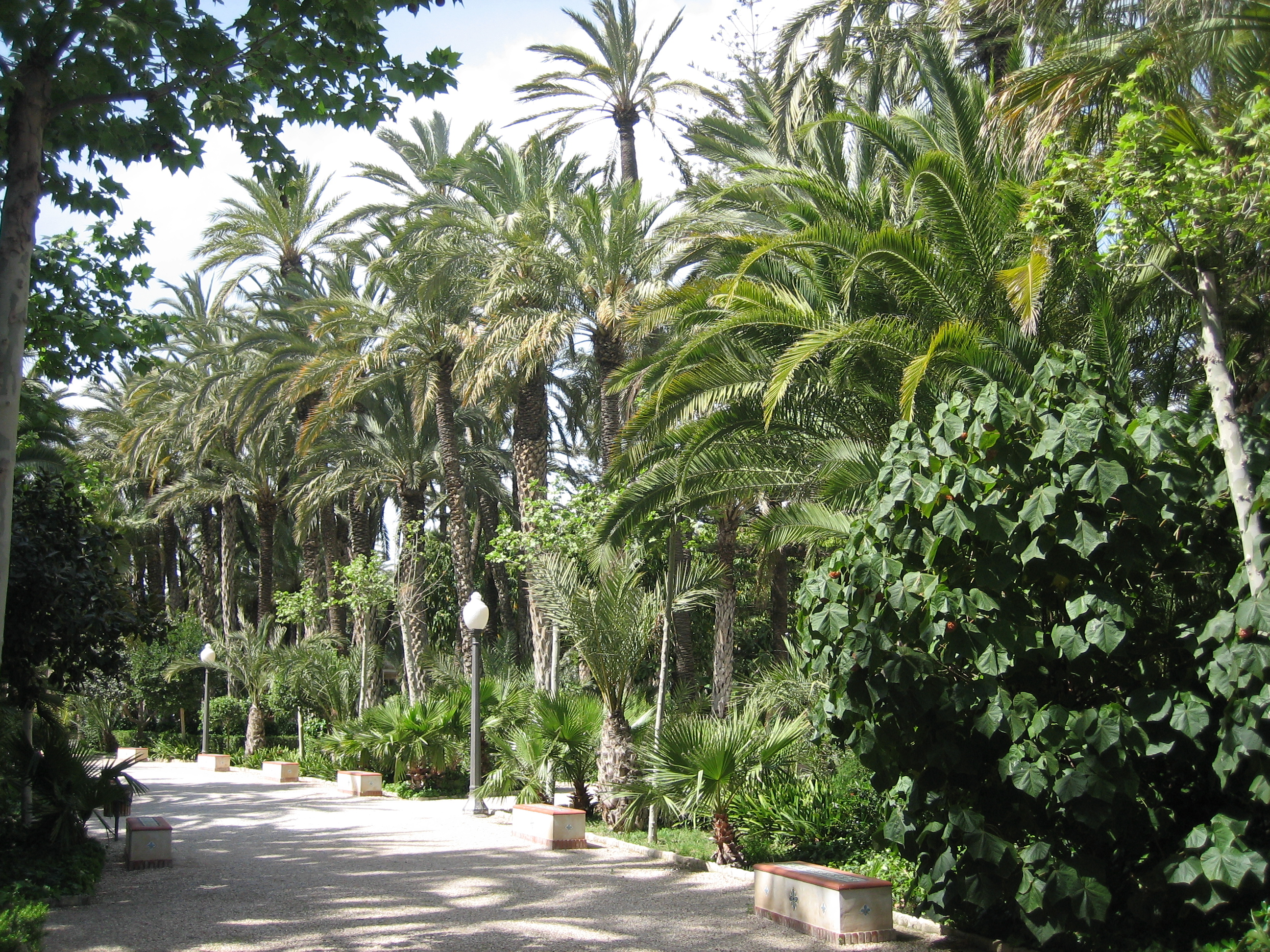
Palmeral de Elche.

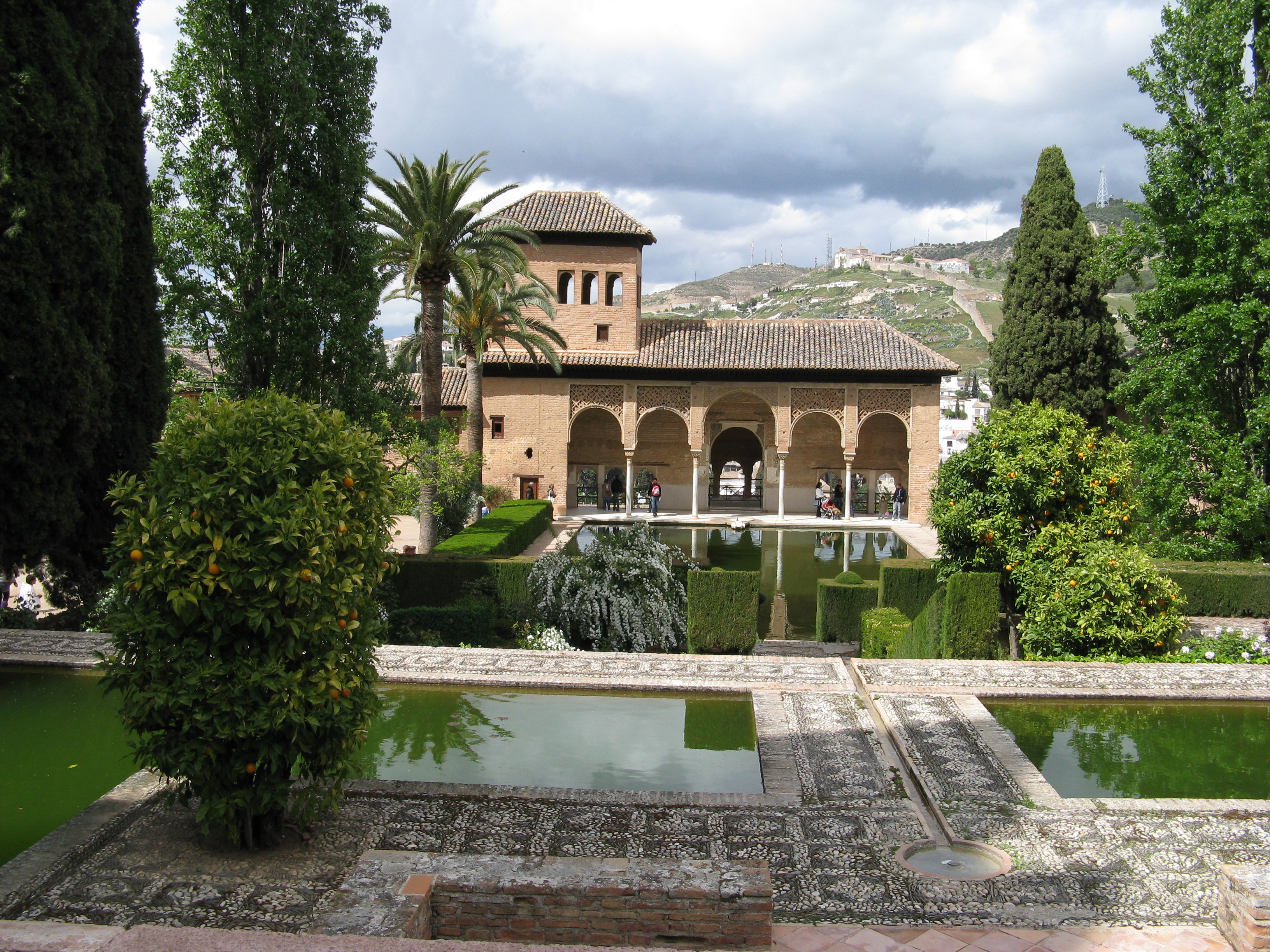
Jardín de la Alhambra.

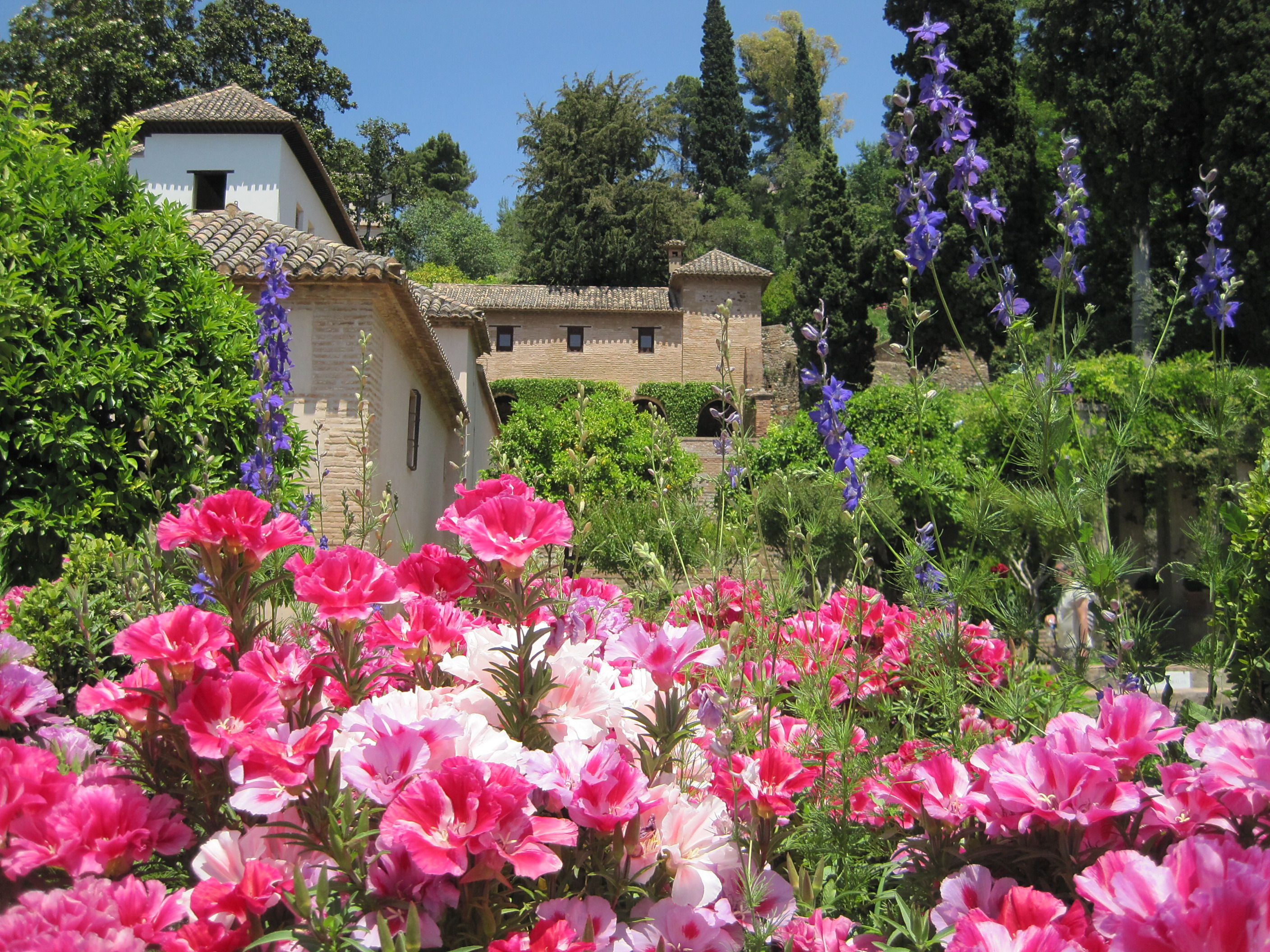
Rincón en los jardines del Generalife, Granada

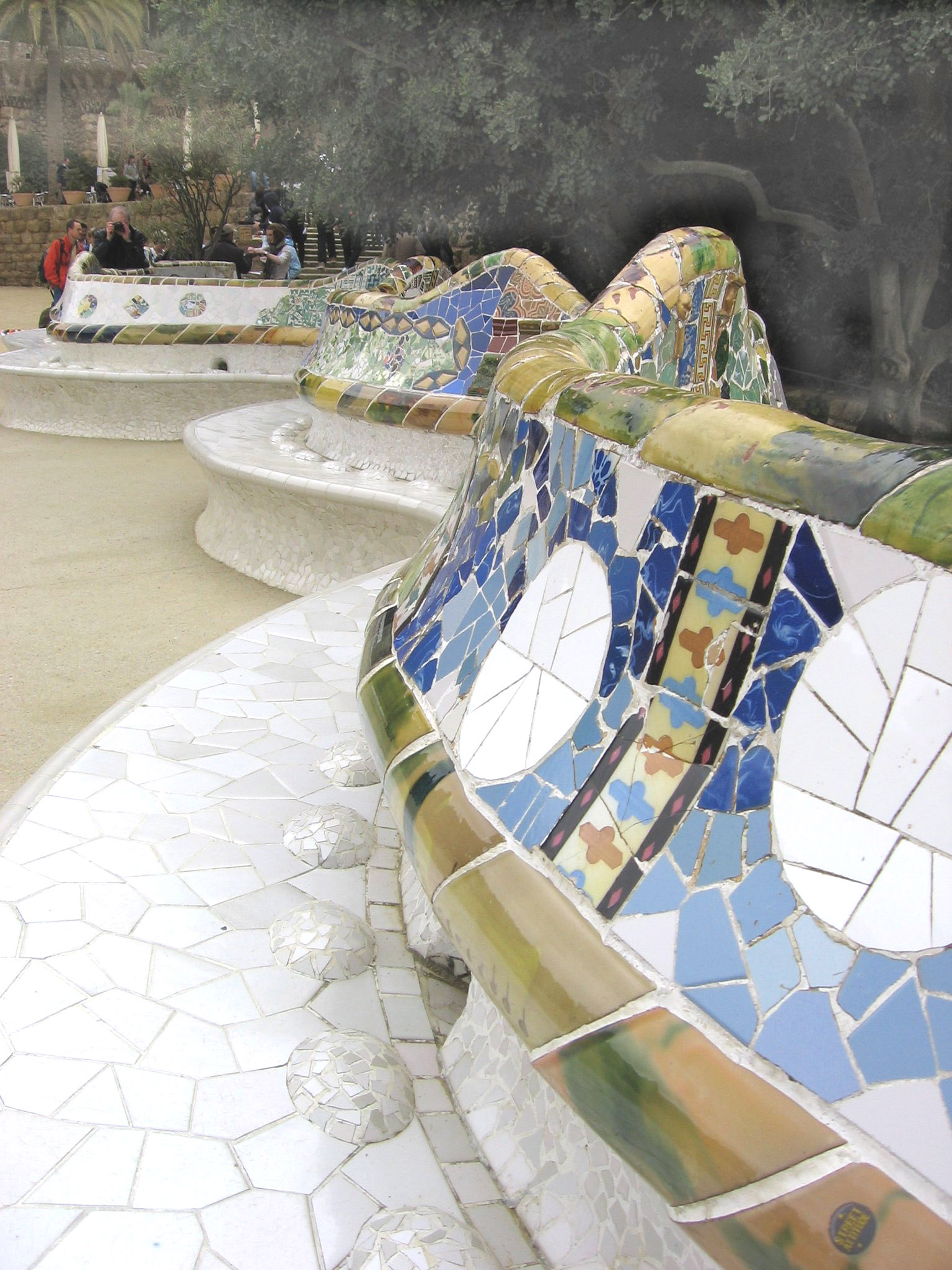
Banco ondulante en el Parque Güell.

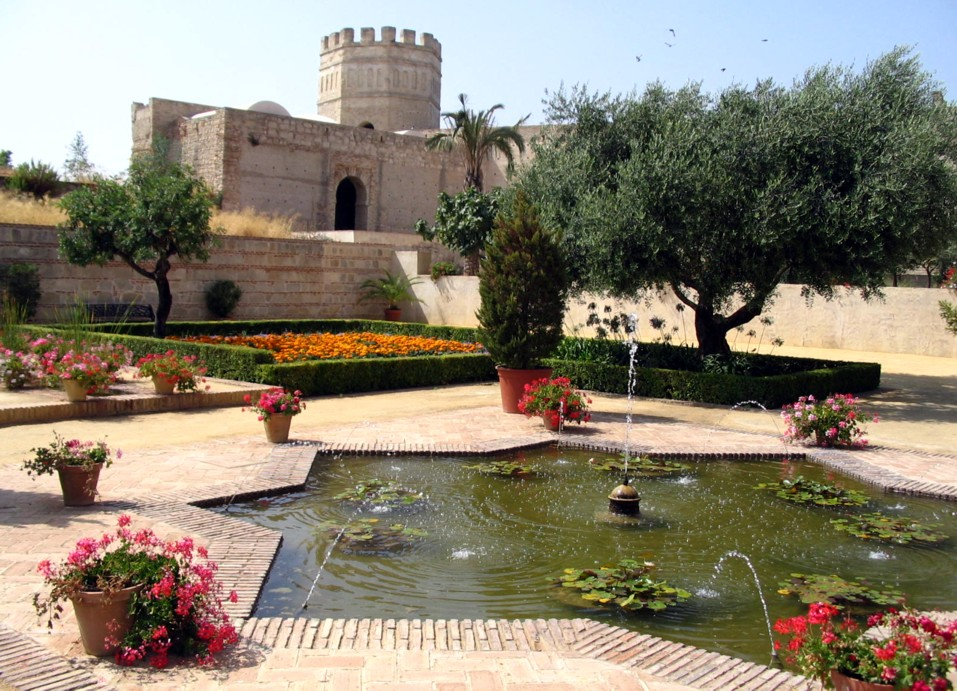
Jardín del Alcázar de Jerez.

## Tradiciones
Tradicionalmente, el jardín del Edén se interpreta con un eje central en cruz hacia los cuatro puntos cardinales, con grandes fuentes o canales de agua (una acequia o qanat) por donde fluye el agua y se refleja enclavado en un patio amurallado. Los cuadrantes restantes a menudo tenían frutales y plantas aromáticas.
De esta manera, el elemento sensorial más característico del jardín español es el frescor, la humedad, los sonidos, el verdor y la fragancia. Este tipo de jardín está adaptado a las situaciones de sol y calor propios del país, por lo que el agua es el elemento primordial y alrededor del cual se articula. Es característica, igualmente, la búsqueda de la sombra por medio de soportales y paseos porticados, además de pérgolas, arcadas, enrejados y pabellones. Se usa sistemáticamente la cerámica y las baldosas como materiales estructurales para los elementos acuáticos y decorativos para asientos y pavimentos.

## Diseños históricos
España tiene una larga tradición en la construcción de jardines, los importantes fueron hechos por:
- Inmigrantes procedentes de los imperios Romano y cartaginés, como el Palmeral de Elche en Alicante;
- nobles, cristianos del periodo medieval español;
- gobernantes y artesanos islámicos del Ándalus ibérico o territorios españoles, en especial en Andalucía, como los jardines de la Alhambra y el Generalife de Granada.[2]
- los diseños de los artesanos mudéjares de la post-Reconquista, como los jardines del Real Alcázar de Sevilla;[3]
- los monarcas católicos durante los periodos del Renacimiento, Gótico y Barroco, como el Palacio Real de La Granja de San Ildefonso;
- la clase burguesa durante los periodos Romántico y Modernista, como el Parque Güell;
- Proyectos civiles y exposiciones, como el Parque de María Luisa y la Plaza de España de Sevilla;
- diseñadores paisajistas, horticultores, artistas y arquitectos son los encargados de diseñar los jardines de la España del siglo XXI, como los exteriores de la Villa Olímpica para los Juegos Olímpicos de Barcelona 1992.

Muchos jardines históricos están protegidos como Bien de Interés Cultural.